# Ormèze
L'Ormèze est une rivière française, affluent du Duzon.

## Géographie

### Parcours
L'Ormèze prend sa source à 632 m d'altitude sur la commune de Saint-Barthélemy-Grozon, en Ardèche, près du col du Mazel. Elle coule ensuite vers le nord-est, avant de se jeter dans la rive gauche du Duzon après 14,1 km.

### Affluents
L'Ormèze compte 9 affluents référencés :
- Ruisseau de Barral (rg)
- Ruisseau de Maisonnas (rd)
- Ruisseau de Girodier
- Ruisseau de Combe
- Ruisseau de Fay (rd)
- Ruisseau de Marnas
- Ruisseau de Mathon (rg)
- Ruisseau de Peyremaule (rd)
- Ruisseau du Serre (rd)

### Communes traversées
L'Ormèze traverse successivement les communes de Saint-Barthélemy-Grozon, Gilhoc-sur-Ormèze (à laquelle elle donne en partie son nom) et Colombier-le-Jeune. Peu avant son confluent avec le Duzon, elle forme brièvement la limite entre Colombier-le-Jeune (en rive droite) et Saint-Barthélemy-le-Plain (en rive gauche).